# Hồ Yên Quang

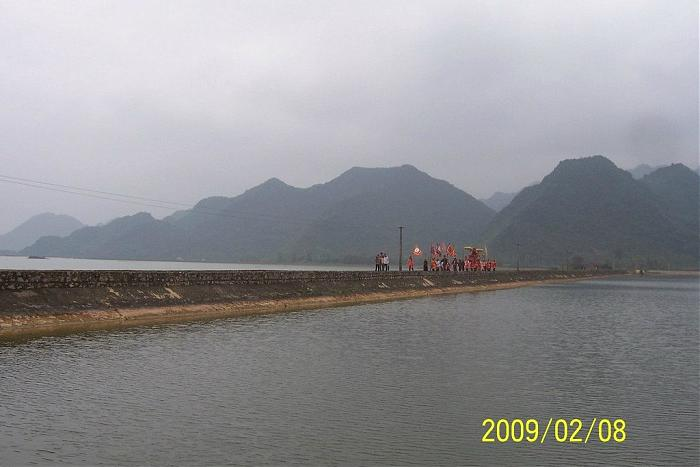
Một con đập ngăn hồ Yên Quang

Hồ Yên Quang là hồ nước ngọt ven núi nằm trên địa bàn 2 xã Nho Quan và Cúc Phương, tỉnh Ninh Bình (hồ Yên Quang tiếp giáp với Vườn quốc gia Cúc Phương). Hồ Yên Quang cùng với hồ Yên Thắng, hồ Đồng Thái là những hồ nước lớn nhất ở Ninh Bình với diện tích 300 ha và trữ lượng nước 5,6 triệu m³. Hồ Yên Quang được biết đến với những dự án nuôi trồng thủy sản lớn trên hồ. Đây cũng là một hồ câu cá và phát triển du lịch nghỉ dưỡng cuối tuần ở Ninh Bình.
Hồ Yên Quang có chiều dài 7 km, chiều rộng khoảng 1,2 km, độ sâu trung bình 8 m.
Hồ Yên Quang là hệ thống gồm 4 hồ lớn có tên là hồ 1, hồ 2, hồ 3, hồ 4 nằm liền nhau được ngăn cách bằng hệ thống đập thủy lợi. 3 hồ lớn hơn nằm phía thượng nguồn xã Nho Quan, riêng hồ Yên Quang 4 gần như nằm trong địa phận xã Cúc Phương. Hồ Yên Quang là thắng cảnh thuộc vùng đệm của vườn quốc gia Cúc Phương, giữa hồ có 1 đảo nhỏ, trên đó có một ngôi miếu thờ và mặt nước hồ là nơi hội tụ của nhiều đàn chim nước bơi lội. Trên mặt hồ nước trong xanh in bóng những vách núi, rừng cây và những chiếc thuyền câu nho nhỏ, cảnh sắc khá hoang sơ và tĩnh lặng. Hồ Yên Quang cũng là hồ câu cá của người dân Ninh Bình và du khách.
Từ hồ 3 leo qua Quèn Lá vào một thung đất tương đối bằng phẳng, rộng khoảng 100 ha đó là Thung Lá. Vượt qua Thung Lá, leo tới chân dẫy núi đã vôi là du khách tới động Phò Mã giáng. Ngay phía ngoài cửa động có một nhũ đá giống hệt hình hài của một vị Phò mã. Bên trong động có nhiều buồng, mỗi buồng lại có cấu tạo lộng lẫy bởi hệ thống nhũ đá, uy nghi như những cung đình.
Hệ thống đập xả ở hồ Yên Quang đã được sửa chữa, nâng cấp thành một hệ thống công trình thủy lợi lớn, đảm bảo an toàn cho sản xuất và đời sống của nhân dân các xã quanh thị trấn Nho Quan. Với một hệ thống đập tràn, tưới tiêu, hệ thống giao thông thuận lợi chỉ cách thành phố Hoa Lư 45 km và ngay trung tâm Nho Quan, hồ Yên Quang trở thành điểm du lịch sinh thái, môi trường du lịch cuối tuần để vui chơi giải trí cho du khách trong và ngoài nước.

## Khu du lịch sinh thái hồ Yên Quang
Khu du lịch sinh thái hồ Yên Quang thuộc địa bàn 2 xã Nho Quan và Cúc Phương, tỉnh Ninh Bình. Quy mô, công suất bao gồm: Khu trung tâm; Khu thiền viện, văn hóa tâm linh và tịnh xá; Khu lưu trú cao cấp, Bungalow, làng Việt; Khu đón tiếp; Khu công viên lâm nghiệp; Hạ tầng kỹ thuật, cây xanh, hồ nước. Các danh lam thắng cảnh gồm: Đình Mống, Đình Lá, Động Phò Mã, Động Tiên, Động Múa, Động Ngang và Đền Cô Đôi.
- Đình Mống: Thờ Bạch Hoa Tiên Chúa và các vị anh hùng dân tộc Mường. Đình Mống là nơi thành lập đại đoàn 320.[2] Đây là căn cứ địa cách mạng trong các chiến dịch Tây Nam Ninh Bình. Công chúa Bạch Hoa con vua Trần Thuận Tông, chạy loạn Hồ Quý Ly cướp ngôi nhà Trần đã về đất này. Công chúa được thờ ở 9 nơi thuộc vùng Gia Viễn - Thanh Liêm.
- Đình Lá: Thờ Trần Nguyên Hãng, vị tướng thời Trần có công đánh giặc và phản đối sự chuyên quyền và cướp ngôi của Hồ Quý Ly. Đình Lá còn là căn cứ địa cách mạng của trường Quân chính (Quân khu) và là nơi đóng quân của bệnh viện K32 (Bệnh viện Quân y 5 ngày nay).[3]
- Động Phò Mã là thắng cảnh đẹp nhất trong khu du lịch sinh thái hồ Yên Quang. Động nằm sâu trong rừng núi Cúc Phương và cách đập ngăn giữa hồ 2 và 3 khoảng 3 km. Động Phò Mã ghi dấu ấn của võ sĩ Trương Quán Sơn, phò mã thời Đinh đã tập luyện và hóa đá ở đây.
- Đền Bồng Lai: là đền chính thờ Cô Đôi Thượng Ngàn, tiên nữ nổi tiếng trong truyền thuyết Ninh Bình và tín ngưỡng thờ Mẫu Tam Phủ. Đền nằm ở thôn Bồng Lai, xã Văn Phương. Phía trước tiền bái có ban thờ Quan Giám Sát, tiền bái thờ Hội đồng Tứ Phủ, 2 bên thờ Đức Thánh Trần Triều, Chúa Sơn Trang. Gian thượng bái thờ Cô Bản Đền và Chúa Thượng Ngàn. Trong cung cấm thờ tượng Cô Đôi Thượng Ngàn và thờ Nàng Ân, Nàng Ái là 2 hầu cận của Cô. Phía sau cô là Tam Tòa Thánh Mẫu và Chầu Quỳnh, Chầu Quế hầu cận của các Thánh Mẫu, gian bên Tả thờ Bà chúa Sơn Trang và thập nhị tiên nàng (12 tiên cô). Đền còn giữ sắc phong của Vua Khải Định phong cho Cô Đôi Thượng Ngàn là Thượng đẳng thần.